# Quelfennec
Quelfennec est un site archéologique du Néolithique situé sur la commune de Plussulien, à une quarantaine de kilomètres au sud-ouest de Saint-Brieuc, dans les Côtes-d'Armor, en Bretagne.

## Historique
Quelfennec a été découvert en 1964 par le préhistorien Charles-Tanguy Le Roux. Le site a été fouillé jusqu'en 1976.

## Description

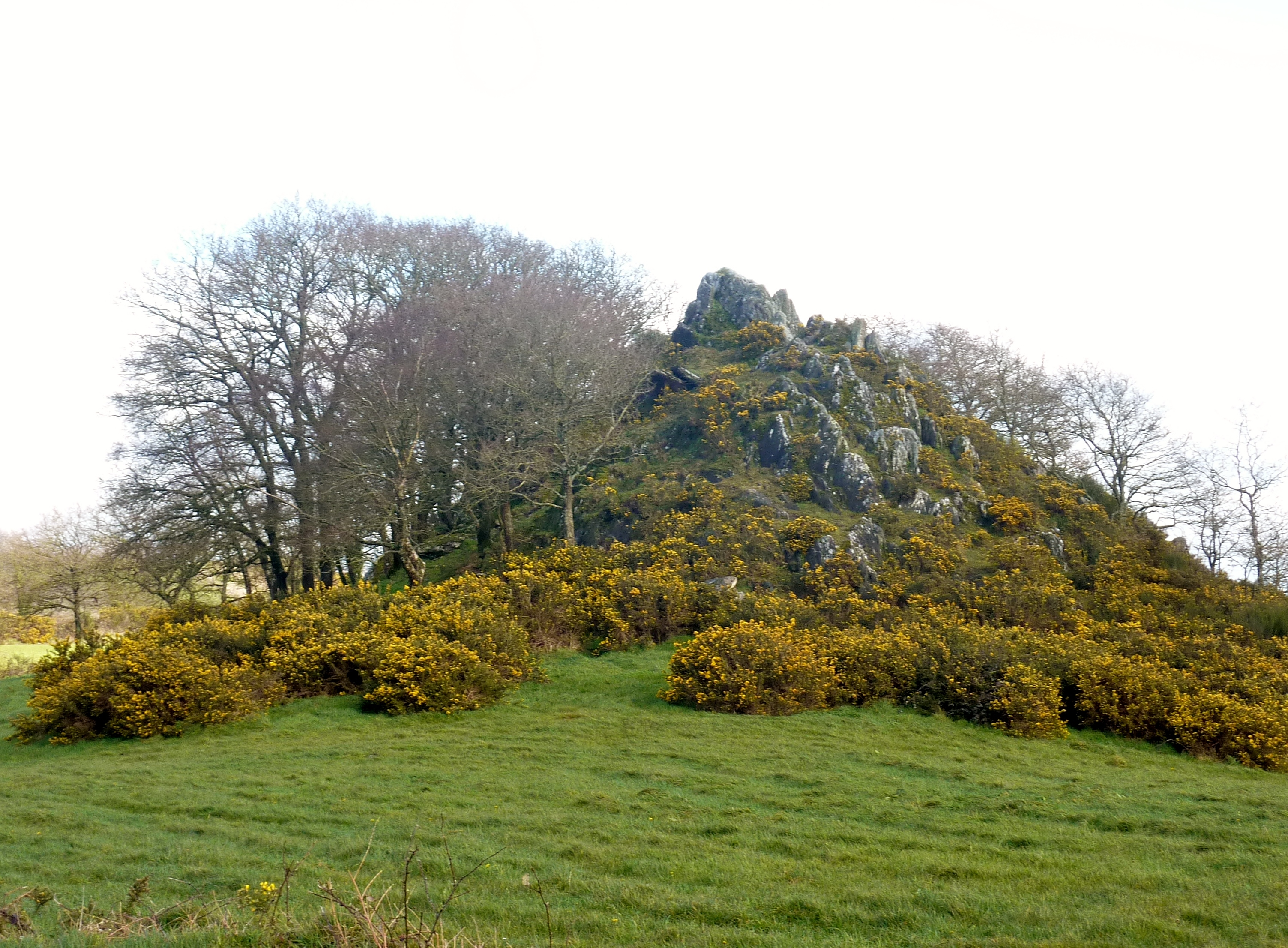
Plussulien : le site néolithique de Quelfennec, vue d'ensemble.

Le site est une carrière de dolérite qui a fait l'objet d'une intense exploitation au Néolithique, d'environ 3500 à 1800 av. J.-C., pour la production de haches et autres outils en pierre polie.

## Analyse
On estime la production à environ 5 000 haches par an, soit potentiellement 2 à 3 millions de haches produites et divers autres outils sur la période. Cette production était largement exportée au-delà des limites de l'Armorique. Des haches de Quelfennec ont été trouvées dans tout l'ouest de la France (de la Normandie au Languedoc), mais aussi en Europe du Nord-ouest, dans les îles Britanniques et en Belgique, preuve de leur grand attrait. Cette production aurait donné lieu à une activité de 3 à 4 personnes à l'année et une vingtaine de saisonniers sur de très nombreuses années.
Ces haches de pierre polie servaient à l'époque à mener les grands travaux de déforestation permettant l'extension du domaine agricole. C'est la dureté particulière de la dolérite, sans fragilité excessive, qui explique son intérêt pour fabriquer des haches et des herminettes (hachettes à tranchant recourbé à l'image du museau d'une hermine), mais aussi des percuteurs.
La production des haches semble avoir disparu progressivement vers 2000 av. J.-C. du fait de la diffusion des outils en bronze au début de l'Âge du bronze.